# PZL M28 Skytruck
PZL M28 Skytruck je dvomotorno turbopropelersko STOL letalo poljskega proizvajalca PZL Mielec. Skytruck je zasnovan na podlagi An-28, ki so ga licenčno proizvajali na Poljskem kot PZL An-28. Skytrucka poganjajo dva kanadska motorja Pratt & Whitney Canada PT6. Mornariška patruljna verzija je znana kot PZL M28B Bryza. 
M28 lahko operira s kratkih in slabo pripravljenih stez, na zadnjem delu ima tovorna vrata za lažje raztovarjanje in natovarjanje.

## Specifikacije(PZL M28)
Podatki iz Jane's All The World's Aircraft 2003–2004; Jackson 2003, pp. 337–338.
Splošne karakteristike
- Posadka: 2
- Število sedežev: 19 potnikov
- Tovor: 2300 kg (5070 lb)
- Dolžina: 13,10 m (42 ft 11¾ in)
- Razpon kril: 22,06 m (72 ft 4½ in)
- Višina: 4,90 m (16 ft 1 in)
- Površina kril: 39,72 m² (427,5 ft²)
- Teža praznega letala: 4100 kg (9309 lb)
- Maks. vzletna teža: 7500 kg (16534 lb)
- Pogon letala: 2 ×  turboprop Pratt & Whitney Canada PT6A-65B, 820 kW (1100 KM)  vsak

 Zmogljivost 
- Maks. hitrost: 355 km/h (191 vozlov, 220 mph)
- Potovalna hitrost: 270 km/h (146 vozlov, 168 mph) na višini 3000 m (9840 ft)
- Hitrost porušitve vzgona: 123 km/h (67 vozlov, 77 mph) (brez zakrilc)
- Doseg: 1500 km (809 nmi, 932 milj) z maks. gorivom
- Trajanje leta: 6 ur 12 min
- Višina leta: 7620 m (25000 ft)
- Hitrost vzpenjanja: 11 m/s (2165 ft/min)